# Blue on Black
"Blue on Black" é uma canção de blues elétrico do guitarrista estadunidense Kenny Wayne Shepherd.
Ela é a faixa 3 do cd Trouble Is..., e foi lançada como single no dia 07 de Abril de 1997. Foi composta por Kenny Wayne Shepherd, Mark Selby e Tia Sillers.
Alcançou a posição #1 da Billboard Hot Mainstream Rock Tracks, e permaneceu lá por 6 semanas, não-consecutivas. Até hoje ainda é um sucesso, e é a canção mais baixada do artista no serviço de músicas online Rhapsody.

## Faixas (Single)
1. "Blue on Black" (The Road Mix)
2. "Blue on Black"
3. "Voodoo Child" (Non-Album Track)

### Gravações
Abaixo encontra-se a tabela de onde a música é encontrada, e em qual versão.
| Ano  | Versão  | Álbum                  | Formato        | Tamanho  |
| ---- | ------- | ---------------------- | -------------- | -------- |
| 1997 | Estúdio | Blue on Black (Single) | Single (Remix) | 5:30 min |
| 1997 | Estúdio | Blue on Black (Single) | Single         | 5:30 min |
| 1997 | Estúdio | Trouble Is...          | CD             | 5:30 min |
| 2010 | Ao Vivo | Live! in Chicago       | CD/DVD         | 5:32 min |

## Prêmios e Indicações

### Billboard Music Awards
| Ano  | Canção        | Álbum         | Prêmio                 | Indicação               | Resultado | Ref.  |
| ---- | ------------- | ------------- | ---------------------- | ----------------------- | --------- | ----- |
| 1998 | Blue on Black | Trouble Is... | Billboard Music Awards | Rock Track of the Year. | Venceu    | [ 1 ] |

### Top Rock Songs Of The Year
| Ano  | Canção        | Álbum         | Prêmio            | Resultado | Ref. |
| ---- | ------------- | ------------- | ----------------- | --------- | ---- |
| 1998 | Blue on Black | Trouble Is... | Billboard         | Venceu    |      |
| 1998 | Blue on Black | Trouble Is... | The Album Network | Venceu    |      |
| 1998 | Blue on Black | Trouble Is... | R&R               | Venceu    |      |

## Paradas Musicais
| Parada Musical (1998)     | Posição | Ref.  |
| ------------------------- | ------- | ----- |
| Billboard Hot 100         | 78      | [ 2 ] |
| US Mainstream Rock Tracks | 1       | [ 3 ] |